# 胡阿罗
胡阿罗（1977年—），云南宁蒗人，彝族，中华人民共和国政治人物、第十二届全国人民代表大会云南地区代表。
毕业于大理学院临床医学专业。2013年，担任全国人大代表。2018年2月24日，当选为第十三届全国人大代表。